# Oleksandr Proswirnin
Oleksandr Boryssowytsch Proswirnin (ukrainisch Олександр Борисович Просвірнін, russisch Александр Борисович Просвирнин ‚Alexander Borissowitsch Proswirnin‘; * 24. August 1964 in Worochta; † 15. August 2010 in Kiew) war ein sowjetischer Nordischer Kombinierer. In der Saison 1983/84 belegte er in der Weltcupgesamtwertung den vierten Platz und gewann mit den sowjetischen Team die Bronzemedaille bei den Nordischen Skiweltmeisterschaften 1984.

## Werdegang
Am 29. Dezember 1983 debütierte Proswirnin im Weltcup der Nordischen Kombination beim Weltcup in Oberwiesenthal und belegte bei seinem ersten Start den zweiten Platz hinter Andreas Langer aus der DDR. In der gleichen Saison nahm er für die Sowjetunion an den Olympischen Spielen 1984 in Sarajevo teil und belegte im einzigen Wettbewerb der nordischen Kombinierer den sechsten Platz. Zudem nahm er an den Nordischen Skiweltmeisterschaften 1984 teil, welche durchgeführt wurden, weil der Team-Wettbewerb in der Nordischen Kombination kein Olympischer Wettkampf waren. Beim Teamwettbewerb gewann Proswirnin gemeinsam mit Alexander Majorow und Ildar Garifullin die Bronzemedaille hinter Norwegen und Finnland. Am Ende der Saison 1983/84 belegte er gemeinsam mit den deutschen Thomas Müller mit 72 Weltcuppunkten den vierten Platz in der Gesamtwertung.
In der folgenden Saison nahm er an den Nordischen Skiweltmeisterschaften 1985 teil und belegte im Einzelwettbewerb den 14. Platz. Im Teamwettbewerb belegten er gemeinsam mit Allar Levandi und Alexander Majorow den vierten Platz hinter den Mannschaften aus Deutschland, Norwegen und Finnland.

## Familie
Sein Bruder Dmytro war ebenfalls Nordischer Kombinierer und Skispringer und nahm 1994 an den Olympischen Spielen in Lillehammer teil.